# Димитър Мустаков
 Тази статия е за българския офицер.  За търговеца вижте Димитър Мустаков (търговец).  
Димитър Михайлов Мустаков е български офицер, генерал-майор от генералщабното ведомство, участник Балканската (1912 – 1913), Междусъюзническата (1913) и Първата световна война (1915 – 1918).

## Биография
Димитър Мустаков е роден на 15 юни 1874 г. в Каварна, Османска империя. На 9 септември 1892 г. постъпва във Военното на Негово Княжеско Височество училище, което завършва през 1896 в 17-и випуск, произведен е чин подпоручик и зачислен в кавалерията. През 1900 г. е произведен в чин поручик и служи в 1-ви конен полк. През 1902 г. като поручик от 1-ви кавалерийски дивизион е командирован за обучение в Николаевската академия на ГЩ в Санкт Петербург, която завършва през 1905 г. По същото време е слушател в Санктпетербургския археологически институт и е признат за негов действителен член. След завръщането си, през 1906 г. е произведен в чин капитан.
През 1908 г. капитан Мустаков е назначен за секретар на българското търговско агентство в Сяр, а от 1909 г. в консулството в Солун, където на 14 юни същата година се ражда дъщеря му Теодора. На 18 май 1911 г. е произведен в чин майор. През Балканската (1912 – 1913) и Междусъюзническата война (1885) е старши адютант на конната дивизия. През 1913 г. е началник на канцеларията на македонския военен губернатор генерал-майор Вълков. След войните е началник на организационна секция в щаба на армията.
На 18 май 1915 г. Мустаков е произведен в чин подполковник. В Сръбската кампания по време на Първата световна война е началник-щаб на 9-а пехотна плевенска дивизия (1915 – 1917), за кратко време поема командването на 27-и пехотен чепински полк (1917), след което отново е началник-щаб на 9-а пехотна плевенска дивизия (1917 – 1918). На 15 август 1917 г. е произведен в чин полковник, а от 1918 г. е назначен за началник-щаб на Сборната дивизия.
След края на войната е началник на канцеларията на Военното министерство, от октомври 1920 е началник на Пограничната стража, след което от 15 октомври 1921 е началник на Жандармерията. През март 1923 е освободен от последната си длъжност, произведен е в чин о.з. генерал-майор и преминава в запаса.
Ранен е в атентата в църквата „Света Неделя“. Към 1954 г. 80-годишният Мустаков лежи в Пазарджишкия затвор, където е в една килия заедно с генерал Кирил Станчев, генерал Иван Вълков, полковник Стилян Тошев и подполковник Цветан Димитров.
Генерал-майор Димитър Мустаков умира на 99 години на 24 декември 1973 г.
| |  |  |
| Рапорт на секретаря на Княжеското българско търговско агентство в Солун Мустаков до началника на Щаба на армията генерал-майор Назлъмов за постигнато съглашение за съвместни действия между делегати на Вътрешната организация и Енвер бей. 16 юли 1908 г. |  |  |

| |  |  |  |
| Рапорт на секретаря на Княжеското българско търговско агентство в Солун Мустаков до началника на Щаба на армията генерал-майор Назлъмов за развръщане на 3-ти турски корпус в случай на война с България. 20 декември 1908 г. |  |  |  |

## Семейство
Димитър Мустаков е женен и е баща на две деца – Ангелина и Теодора. Съпругата му Роза Мустакова е българска общественичка и музикантка, учила пиано в Дрезден и развивала обществена дейност в Сяр и Солун.

## Военни звания
- Подпоручик (1896)
- Поручик (1900)
- Капитан (1906)
- Майор (18 май 1911)
- Подполковник (18 май 1915)
- Полковник (15 август 1917)
- о.з. Генерал-майор (март 1923)

## Образование
- Военно на Негово Княжеско Височество училище (1892 – 1896)
- Николаевска генералщабна академия (1902 – 1905)

## Награди
- Военния орден „За храброст“ IV степен 1 и 2 клас
- Орден „Св. Александър“ III степен с мечове по средата, същия орден V степен с мечове по средата
- Орден „За заслуга“ на обикновена лента